# Gnaphosa rufula
Gnaphosa rufula är en spindelart som först beskrevs av Ludwig Carl Christian Koch 1866.  Gnaphosa rufula ingår i släktet Gnaphosa och familjen plattbuksspindlar. Inga underarter finns listade i Catalogue of Life.